# Jed (film, 1991)
Jed (Poison) je americký hraný film z roku 1991, který režíroval Todd Haynes podle svého scénáře. Snímek měl světovou premiéru dne 13. července 1991 na Sundance Film Festivalu.

## Děj
Film tvoří tři epizody, které se odehrávají v různých dobách ve 20. století a jsou vyprávěny v nelineárním pořadí.
- Hero: V roce 1985 zastřelí sedmiletý žák Richie Beacon svého otce Freda a poté uteče. Lidé z Richieho okolí vypovídají o svých zkušenostech s ním. V Richieho zdánlivě harmonické předměstské rodině docházelo k násilí, kdy otec bil svou ženu, až nakonec Richie svého otce zastřelil, když napadl jeho matku.
- Horror: Vědec Dr. Tom Graves zkoumá podstatu lidské sexuality, až se mu ji nakonec podaří izolovat v roztoku. Omylem však roztok zamění za kávu a vypije ho. Záhy se u něj objeví lepra, která se přenáší dotykem. Když nakazí prostitutku, zabije ji a brzy je hledán jako sériový vrah, zatímco malomocenství se dál šíří městem.
- Homo: 30letý zloděj John Broom je ve 40. letech odsouzen do vězení. Zde se zamiluje do vězně Jacka Boltona, kterého zná z mládí. Oba byli kdysi ve státní polepšovně, kde Jacka ostatní chovanci šikanovali kvůli jeho homosexualitě, zatímco John tomu přihlížel. Ve vězení se s ním John chce sblížit, ale Jack zpočátku odmítá. O několik dní později je Jack zastřelen, když se pokouší uprchnout s vězněm Rassem.

## Obsazení
| Scott Renderer      | John Broom           |
| James Lyons         | Jack Bolton          |
| Edith Meeks         | Felicia Beacon       |
| Millie White        | Millie Sklar         |
| Buck Smith          | Gregory Lazar        |
| Rob LaBelle         | Jay Wete             |
| John Leguizamo      | Chanchi              |
| Anne Giotta         | Evelyn McAlpert      |
| Lydia Lafleur       | Sylvia Manning       |
| Ian Nemser          | Sean White           |
| Evan Dunsky         | doktor MacArthur     |
| Susan Gayle Norman  | doktorka Nancy Olsen |
| Marina Lutz         | Hazel Lamprecht      |
| Barry Cassidy       | důstojník Rilt       |
| Richard Anthony     | Edward Comacho       |
| Angela M. Schreiber | Florence Giddens     |
| Justin Silverstein  | Jake                 |
| Chris Singh         | Chris                |
| Edward Allen        | Fred Beacon          |
| Larry Maxwell       | doktor Graves        |
| Al Quagliata        | zástupce Hansen      |

## Ocenění
- Teddy Award – nejlepší celovečerní film
- Sundance Film Festival – velká cena poroty
- Mezinárodní filmový festival v Locarnu – nominace na hlavní cenu Zlatý Leopard
- Sitges Festival Internacional de Cinema Fantàstic de Catalunya – cena kritiků
- Fantasporto – cena kritiků
- Independent Spirit Awards – nominace v kategoriích nejlepší filmový debut, a nejlepší režie